# Myopias modiglianii
Myopias modiglianii é uma espécie de formiga do gênero Myopias, pertencente à subfamília Ponerinae.